# 마드리드 경전철 1호선

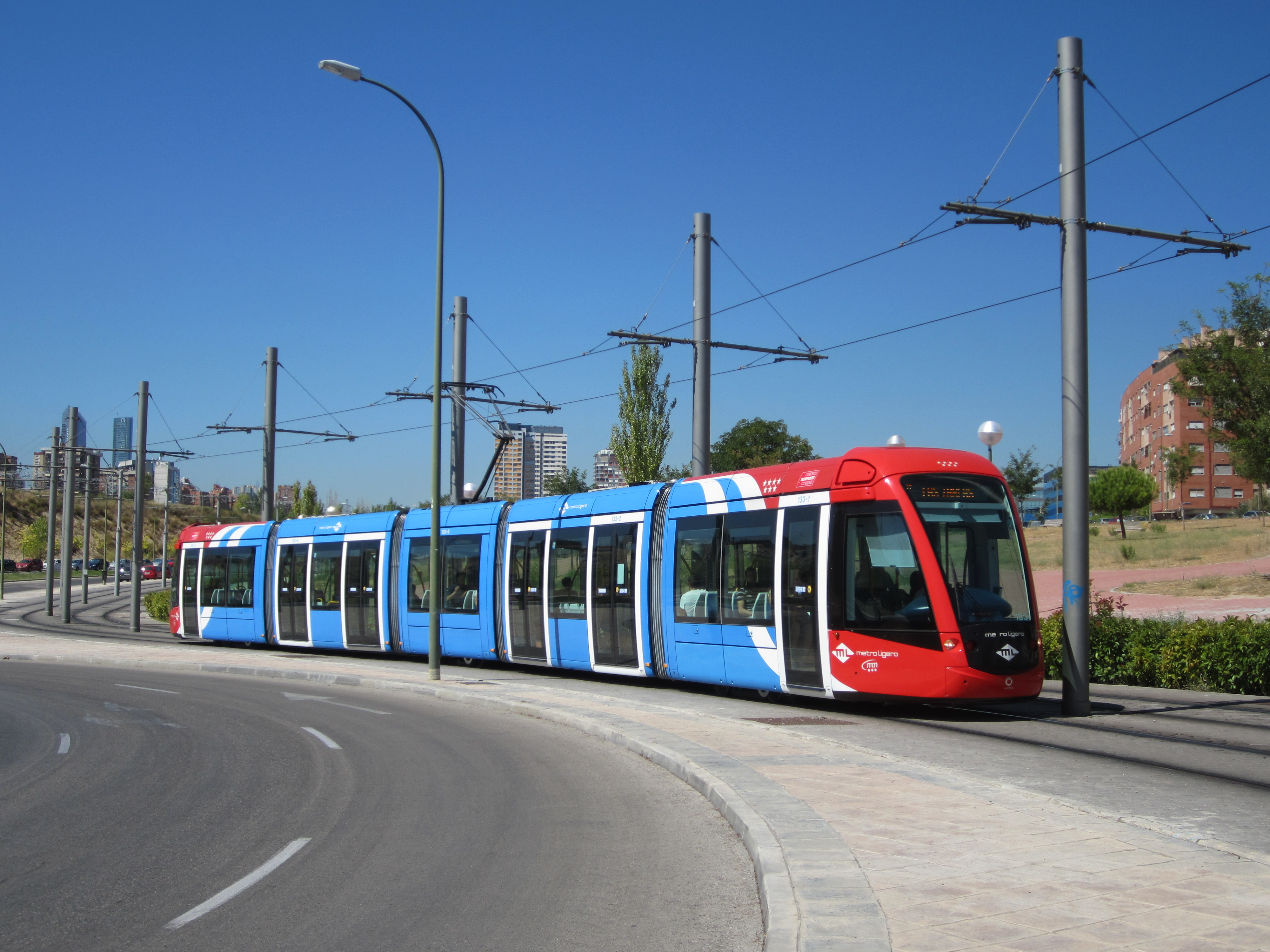
경전철 1호선의 열차 '시타디스'

마드리드 경전철 1호선(Metro Ligero - Línea 1, 약칭 L1)은 마드리드 경전철의 한 노선으로, CRTM에서 운영한다. 길이는 5.4km에 9개 역이 영업중에 있고, 마드리드 시의 오르탈레사 구, 푸엔카랄엘파르도 구, 시우다드리네알 구 일대를 지난다. 피나르 데 차마르틴 역에서 비르헨델코르티호안드 신도시와 산치나로 신도시를 지나 라스 타블라스 역까지 이어진다. 두 시종착역 모두 다른 마드리드 지하철 노선과 만나는 환승역으로서, 피나르 데 차마르틴 역에서는 1호선과 4호선, 라스 타블라스 역에서는 10호선으로 환승할 수 있다. 노선 상징색은 파란색이다.
2004년 12월부터 공사에 들어가, 약 2년 반의 작업 끝에 2007년 5월 24일에 개통하였다. 대부분의 구간은 지하 구간으로 마드리드 지하철에서 흔히 볼 수 있는 터널 속 협궤 선로 방식으로 지어져 있다. 하지만 일부 구간은 지상 구간으로 되어 있기도 하다.
경전철 1호선에 투입되는 차량은 알스톰 사의 트램 모델인 시타디스 (Citadis)로, 최고시속 70km를 자랑하며, 전류방식은 750V 직류 방식이다. 차량규모는 총 5량이지만 필요에 따라 7량까지 확대할 수 있다. 실제 운행에서는 다른 지하철노선과는 반대로 우측통행으로 운행되는데 이는 지상교통의 흐름을 방해하지 않기 위한 것이다.